# Hejnał Katowic
Hejnał Katowic – jeden z symboli miasta Katowice w postaci hejnału. 
Odgrywany jest on codziennie z wieży kamienicy położonej na rogu ulic Pocztowej i Młyńskiej w formie nagrania elektronicznego, o godzinie 12 na trąbce oraz w godzinach 9, 15 i 18 w formie melodii na dzwonach. Podczas uroczystości miejskich hejnał jest wykonywany przez trębacza bądź także jest odtwarzany elektronicznie.

## Historia
O pomyśle ustanowienia hejnału dla miasta Katowice wskazywano już w listopadzie 2001 roku. W tym też czasie ks. prałat Jan Morcinek z bogucickiej parafii św. Szczepana zaproponował, by jako hejnał wykorzystać melodię hymnu maryjnego odgrywanego w tutejszym sanktuarium. 
3 stycznia 2002 roku został ogłoszony przez prezydenta miasta Piotra Uszoka oraz Katedrę Kompozycji, Dyrygentury i Teorii Muzyki Akademii Muzycznej im. K. Szymanowskiego w Katowicach konkurs na hejnał miasta. Miasto było wówczas jedynym miastem wojewódzkim w Polsce, które takiego utworu nie miały. Konkurs rozstrzygnięto w marcu 2002 roku, w którym wyłoniono kompozycję Adama Biernackiego, ówczesnego ucznia I Liceum Ogólnokształcącego im. J. Smolenia w Bytomiu. Jego propozycję wybrano spośród 118 prac nadesłanych na konkurs.
Hejnał po raz pierwszy zabrzmiał 28 kwietnia 2002 roku o godzinie 12 z balkonu narożnej kamienicy przy Rynku. Odegrał go Marcin Wróbel, strażnik miejski i muzyk amator orkiestry górniczej kopalni „Katowice-Kleofas”.
Hejnał został oficjalnie ustanowiony 19 maja 2003 roku na mocy uchwały nr IX/115/03 Rady Miejskiej Katowic w sprawie ustanowienia hejnału miasta Katowice i jego odtwarzania. Zapis nutowy hejnału Katowic zawarto w załączniku do statutu miasta Katowice uchwalonego 8 lutego 2004 roku.
Z okazji inauguracji 5. edycji Katowice JazzArt Festivalu 25 kwietnia 2016 roku został odegrany hejnał w wersji jazzowej, na puzonie.